# Okrug Donji
Okrug Donji nebo též Okruk Donji (italsky Cerchio Inferiore) je vesnice a přímořské letovisko v Chorvatsku v Splitsko-dalmatské župě. Spolu z Okrugem Gornjim je jednou ze dvou vesnic dohromady tvořících opčinu Okrug. Vesnice se nachází na západě ostrova Čiovo u jeho severního pobřeží. Okrug Donji leží u Trogirského zálivu, město Trogir je od vesnice vzdáleno asi 7 km. Naproti vesnici na pevnině jsou vesnice Seget Donji a Seget Vranjica. V roce 2011 zde žilo 268 obyvatel.
Dopravu ve vesnici zajišťuje lokální silnice L21223, která ji spojuje s Okrugem Gornjim. Rovněž se zde nacházejí dva malé přístavy. Ve vesnici je velké množství turistických apartmánů, kostel sv. Jana Křtitele, obchod, pošta a hřiště. Jsou zde též pláže Krušica Kava a Stari Porat.